# Đội tuyển bóng chuyền nữ quốc gia Eswatini
Đội bóng chuyền nữ quốc gia Eswatini đại diện cho Eswatini trong các trận đấu bóng chuyền nữ quốc tế và các trận giao hữu. Nó được quản lý bởi Liên đoàn bóng chuyền Eswatini.
Huấn luyện viên trưởng của họ là Thulani Maphosa, được hỗ trợ bởi Wandile Sithole và Mbuso Vilakati.